# 张尚武
张尚武（1983年11月14日—）生於河北保定，原中国国家体操队运动员，身高1米54，2005年因双脚跟腱断裂退役，退役後於北京、上海街頭賣藝維生。

## 生平
1988年，5岁的张尚武进入河北保定市业余体校，12岁时入选了国家体操队，雖然他身高只有1.54米，但是他臂力強大，一度受到國家體操隊的重點栽培。
2001年，比利时根特第32届世界体操锦标赛中，他获得个人单项双杠第六，团体第五。2001年，北京第21届世界大学生运动会中，获得吊环冠军，还和邢傲伟、杨威等名将一起夺得了男子体操团体冠军。张尚武当时不足18岁，不是大学生，为了参加比赛，领导让他冒充北京体育大学的大一学生，年纪稍大的队员就冒充大四学生。对于媒体质疑学历问题，国家体操队回应：参加大运会时的张尚武是北京体育大学的学生，后因严重违纪问题被国家队处理，北体的学生资格也随之取消。媒体继续质疑，即使张尚武在体操队“违纪”，与大学何干？北京体育大学也由此至终没有提供如《录取通知书》、学籍注册信息、就读期间的成绩档案以及北体关于取消其学籍的处理决定文件等档案材料用以验证该说法的真伪。
2002年1月，張尚武落選雅典奧運會隊伍，離開国家队，回到河北省体工队。
2005年6月，因双腿跟腱断裂，收下總額3.8萬元人民幣的補償金和養老保險金後，自願從河北省體工大隊退役。因为训练，张尚武的学历只有初二水平，想去体育院校读书，必须由队里推荐保送。他认为，由于跟教练的矛盾，这个要求被拒绝了，而另一个原因就是没有给教练和领导送礼。
2007年初，他因盗窃被天津警方抓获，并被判拘役2个月。同年7月，他因涉嫌盗窃北京市某运动员公寓内的笔记本电脑、手机以及现金，被北京市宣武公安分局刑侦支队拘留，第二次入獄。2011年7月，因在北京王府井等地街头卖艺被发现，该事件再次引起社会对举国体制的体育运动员退役后境遇的讨论。
张尚武的境况经媒体曝光后，有「中國首善」稱號的慈善家陈光标表示，欢迎张尚武到其公司工作。其后，张尚武于2011年7月28日正式受聘为江苏黄埔再生资源利用有限公司“爱心公益部副部长”和“公益爱心形象大使代言人”，月薪在一万元人民币以上，但不久离职。
2019年张尚武因为扒窃罪，第三度入狱。2020年3月出獄後，在一處工地當工人。

## 外部連結
- 张尚武的新浪微博
- 中新网视频直播间－“卖艺冠军”张尚武做客中新网谈近况 （页面存档备份，存于）（2011年10月23日）